# Großleinungen

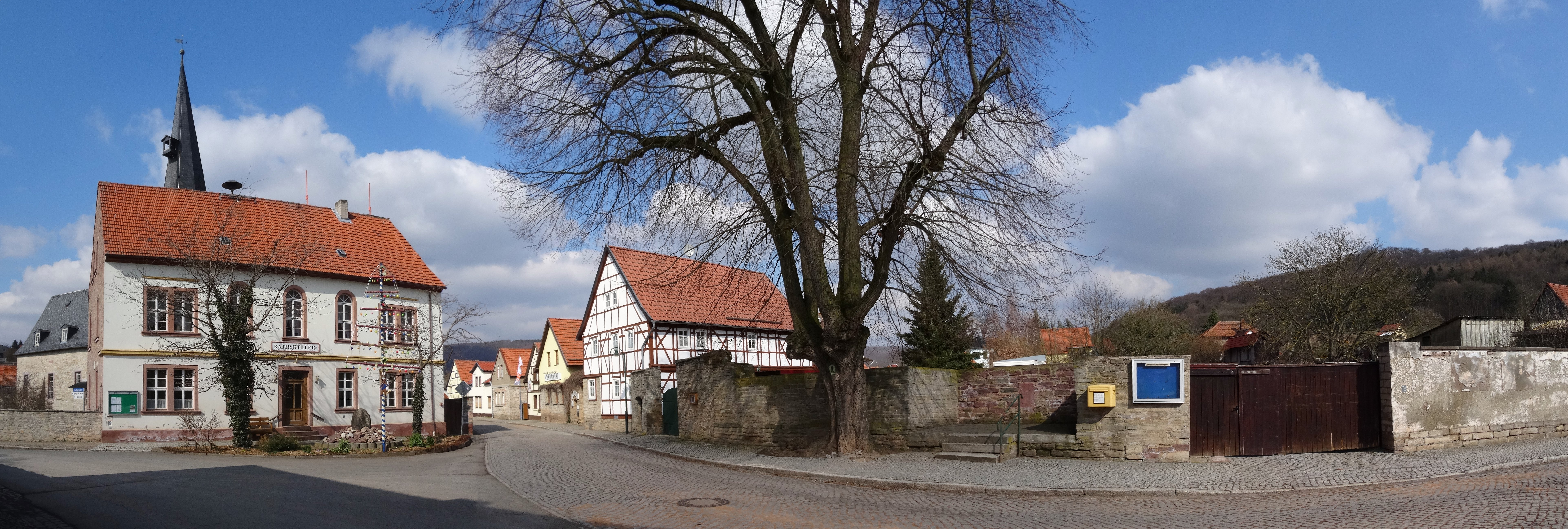
Dorfansicht Großleinungen

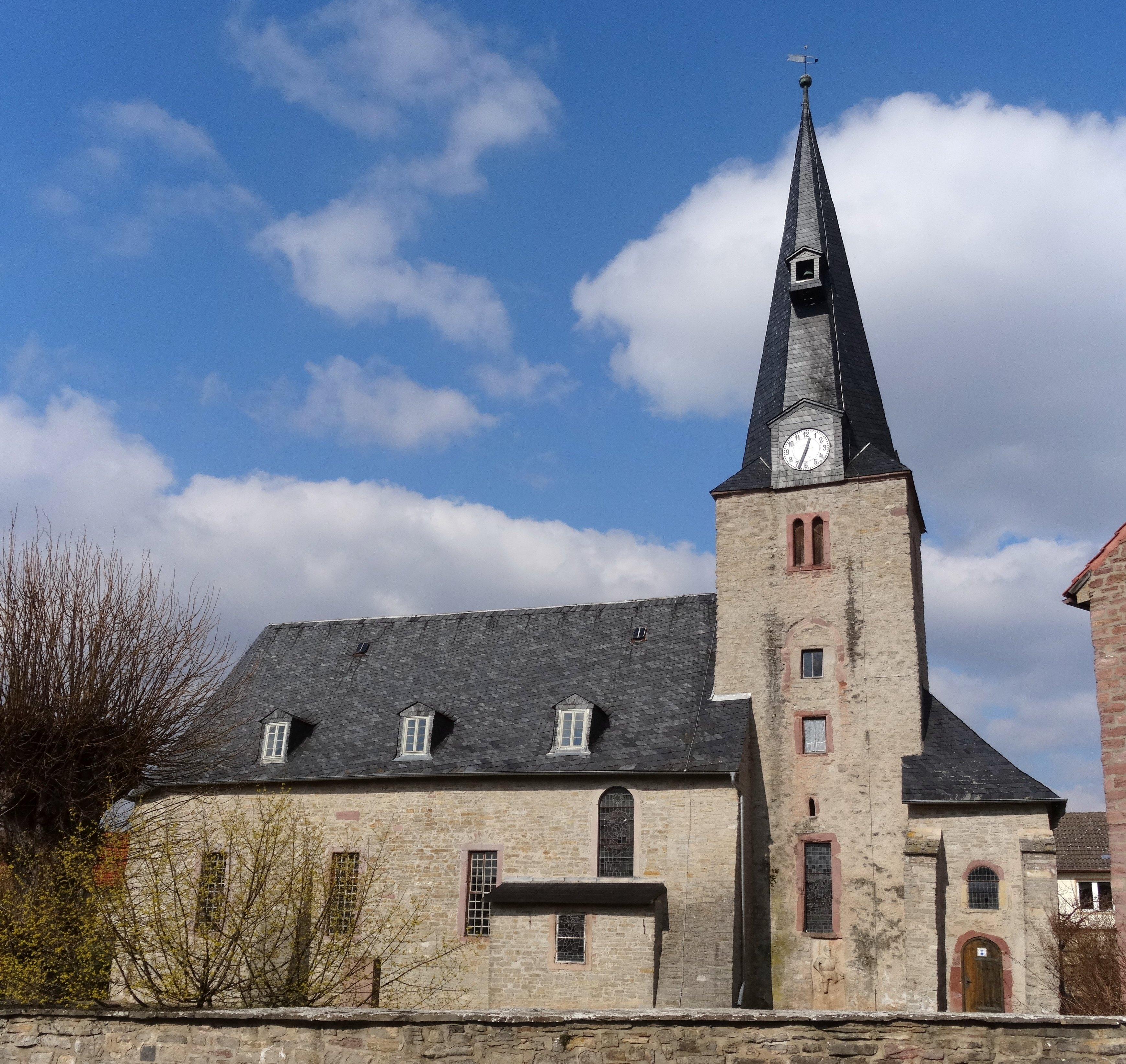
St. Michael Großleinungen

Großleinungen ist ein Ortsteil der Stadt Sangerhausen im Landkreis Mansfeld-Südharz in Sachsen-Anhalt, Deutschland.

## Geographische Lage
Großleinungen liegt im Südharz an der Landesstraße 231 zwischen Drebsdorf und Morungen an der Leine.

## Geschichte
Großleinungen  wurde am 6. Mai 1274 erstmals urkundlich genannt.
Großleinungen gehörte zur Grafschaft Mansfeld und war Sitz eines eigenen Amtes. Bis 1815 gehörte Großleinungen zum Kurfürstentum Sachsen und gelangte dann an den Regierungsbezirk Merseburg der preußischen Provinz Sachsen.
Südöstlich von Großleinungen lag im Mittelalter die heute Wüste Dorfstätte Deikerode.
Von 1952 bis 1990 gehörte Großleinungen zum DDR-Bezirk Halle. Von 1974 bis 1990 gehörten die Ortschaften Drebsdorf, Hainrode, Kleinleinungen und Morungen zum Gemeindegebiet.
Bis 2005 war es eine politisch eigenständige Gemeinde. Am 1. Oktober 2005 wurde diese nach Sangerhausen eingemeindet.

## Politik

### Wappen
Das Wappen wurde vom Heraldiker Lutz Döring gestaltet.

## Kultur und Sehenswürdigkeiten
- Gedenkstein aus dem Jahre 1988 auf dem Schulhof der Sekundarschule (zu DDR-Zeiten POS „Lilo Herrmann“) zur Erinnerung an die kommunistische Widerstandskämpferin Liselotte Herrmann, die 1938 in Berlin-Plötzensee ermordet wurde.
- Dorfkirche St. Michael
- Rittergut (auch als Wasserburg Großleinungen bekannt), erbaut Ende des 16. Jahrhunderts, Baumeister Christoph von Sulzbach. Als Teil dieser Anlage erhalten ist der Wartturm oder Bergfried.

## Verkehr
Es bestehen Busverbindungen in die umliegenden Orte.